# HSD17B3
HSD17B3 (англ. Hydroxysteroid 17-beta dehydrogenase 3) – білок, який кодується однойменним геном, розташованим у людей на короткому плечі 9-ї хромосоми. Довжина поліпептидного ланцюга білка становить 310 амінокислот, а молекулярна маса — 34 516.
| 10         |  | 20         |  | 30         |  | 40         |  | 50         |
| ---------- |  | ---------- |  | ---------- |  | ---------- |  | ---------- |
| MGDVLEQFFI |  | LTGLLVCLAC |  | LAKCVRFSRC |  | VLLNYWKVLP |  | KSFLRSMGQW |
| AVITGAGDGI |  | GKAYSFELAK |  | RGLNVVLISR |  | TLEKLEAIAT |  | EIERTTGRSV |
| KIIQADFTKD |  | DIYEHIKEKL |  | AGLEIGILVN |  | NVGMLPNLLP |  | SHFLNAPDEI |
| QSLIHCNITS |  | VVKMTQLILK |  | HMESRQKGLI |  | LNISSGIALF |  | PWPLYSMYSA |
| SKAFVCAFSK |  | ALQEEYKAKE |  | VIIQVLTPYA |  | VSTAMTKYLN |  | TNVITKTADE |
| FVKESLNYVT |  | IGGETCGCLA |  | HEILAGFLSL |  | IPAWAFYSGA |  | FQRLLLTHYV |
| AYLKLNTKVR |  |            |  |            |  |            |  |            |

A: Аланін

C: Цистеїн

D: Аспарагінова кислота

E: Глутамінова кислота

F: Фенілаланін

G: Гліцин

H: Гістидин

I: Ізолейцин

K: Лізин

L: Лейцин

M: Метіонін

N: Аспарагін

P: Пролін

Q: Глутамін

R: Аргінін

S: Серин

T: Треонін

V: Валін

W: Триптофан

Кодований геном білок за функцією належить до оксидоредуктаз. 
Задіяний у таких біологічних процесах, як метаболізм ліпідів, біосинтез ліпідів, біосинтез стероїдів, альтернативний сплайсинг. 
Білок має сайт для зв'язування з НАДФ. 
Локалізований у ендоплазматичному ретикулумі.